# Sund, Norrköpings kommun
Sund är en ort i Vånga socken i den västra delen av Norrköpings kommun i Östergötlands län. Sund ligger strax söder om tätorten Vånga, cirka 20 km väster om Norrköping.
Vid avgränsningen år 2000 klassade SCB Sund som en småort bestående av 9 hektar och med 53 invånare. Mellan år 2005 fram till 2015 har befolkningen varit under 50 personer och Sund räknas under denna tid inte längre som en småort. Vid småortsavgränsningen 2015 avgränsades här åter en småort.